# Edvard Rusjan

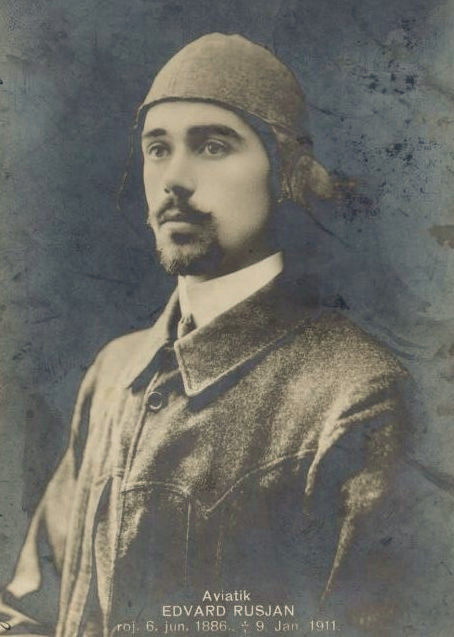
Edvard Rusjan

Edvard Rusjan (* 6. Juni 1886 in Triest; † 9. Jänner 1911 bei Belgrad) war ein österreich-ungarischer Luftfahrtpionier.
Edvard Rusjan, Sohn eines Fassbinders, erlernte ebenfalls das Handwerk eines Fassbinders in Görz im väterlichen Betrieb. In den Jahren 1900 bis 1908 befasste sich Rusjan mit dem Bau von Flugzeugmodellen. Im Jahr darauf stieg er auf richtige Flugzeuge um. Vom Flugzeugmotorenhersteller Anzani, den er auf der Flugwoche in Brescia traf, erhielt er einen Flugzeugmotor mit einer Leistung von 22 bis 25 PS. Im Gegenzug arbeiteten sie bei der Entwicklung von Flugzeugmodellen zusammen. Der Motor wurde für alle Flugzeugmodelle mit dem Namen EDA I-VII, die er mit seinem älteren Bruder Josip (* 1884) baute, verwendet.

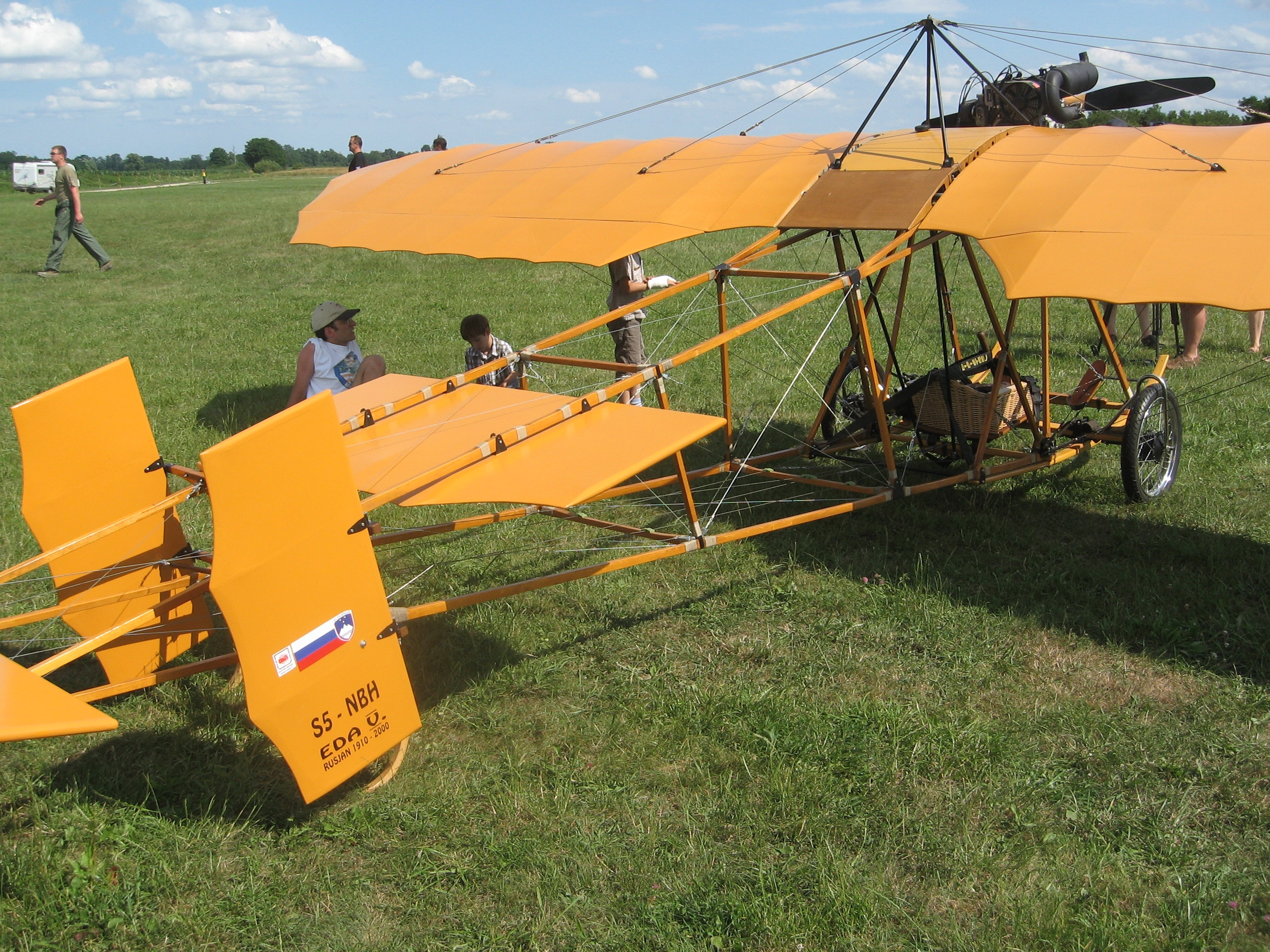
Nachbau der EDA V.

- EDA I: Mit dem Doppeldecker flog er erstmals am 25. November 1909 in der Nähe von Gorizia. Dies war der erste Motorflug mit einem Eigenbau in Österreich-Ungarn.
- EDA VI war ein Eindecker nach dem Vorbild von Blériot. Rusjan flog mit den Piloten Heim und Sablatnig in Görz im Juni 1910.
- EDA VII ermöglichte als Eineinhalbdecker bereits die Mitnahme eines Passagiers.

Der Motor von Anzani erwies sich als zu schwach und so kaufte er mit seinem neuen Partner, dem Unternehmer Merćep aus Zagreb in Paris einen Motor mit 50 PS, den Gnôme. Mit dem Flugzeug Merćep-R, das teilweise die Etrich Taube als Vorbild hatte, flog Rusjan im November und Dezember etwa 20 Mal über Zagreb. Zum Abheben benötigte Rusjan mit diesem Flugzeug nur etwa 28 Meter. Dies war um diese Zeit weltweit die kürzest notwendige Startbahn.
Im Jahr 1911 kam Rusjan bei einem durch schlechtes Wetter bedingten Absturz bei Belgrad ums Leben.
Sein Bruder Josip versuchte eine weitere Zusammenarbeit mit Merćep. Dazu baute er ihm auch noch weitere Flugzeuge. Er versuchte auch bei Blériot eine Arbeit zu finden. Als dies fehlschlug, ging Josip nach Argentinien.
Im Jahr 2009 ehrte die Slowenische Zentralbank den Flugpionier Edvard Rusjan anlässlich des „100. Jahrestags des ersten Motorflugs über Slowenien“ durch die Ausgabe von Sammlermünzen zu 3 EUR, 30 EUR und 300 EUR.
Der Asteroid (19633) Rusjan wurde am 2. April 2007 nach ihm benannt.